# Брин, Израиль Давидович
Израиль Давидович Брин (13 (26) июля 1915, местечко Словечно, Волынская губерния — 6 апреля 1996, Омск) — экономист, профессор на кафедре политической экономии Томского государственного университета.

## Биография
Родился в местечко Словечно, Волынская губерния.
Участник Великой Отечественной войны. Награждён орденом Отечественной войны II степени, медалью «За боевые заслуги».
Похоронен на Ново-Еврейском кладбище.

## Работы
- Государственный капитализм в СССР в переходный период от капитализма к социализму. — Иркутск, 1954;
- Основные черты государственного капитализма в переходный период от капитализма к социализму // Труды Иркутского финансово-экономического института: Специальный выпуск, 1961.
- Ленинские идеи социалистического соревнования в действии, 1962.